# Long Valley
Long Valley és una concentració de població designada pel cens dels Estats Units a l'estat de Nova Jersey. Segons el cens del 2000 tenia 1.818 habitants.

## Demografia
Segons el cens del 2000, Long Valley tenia 1.818 habitants, 654 habitatges, i 502 famílies. La densitat de població era de 148,7 habitants/km².
Dels 654 habitatges en un 36,9% hi vivien nens de menys de 18 anys, en un 67% hi vivien parelles casades, en un 7,5% dones solteres, i en un 23,1% no eren unitats familiars. En el 16,7% dels habitatges hi vivien persones soles el 4% de les quals corresponia a persones de 65 anys o més que vivien soles. El nombre mitjà de persones vivint en cada habitatge era de 2,75 i el nombre mitjà de persones que vivien en cada família era de 3,15.
Per edats la població es repartia de la següent manera: un 25,3% tenia menys de 18 anys, un 5,1% entre 18 i 24, un 33,3% entre 25 i 44, un 27,3% de 45 a 60 i un 8,9% 65 anys o més.
L'edat mediana era de 38 anys. Per cada 100 dones de 18 o més anys hi havia 98,8 homes.
La renda mediana per habitatge era de 79.272 $ i la renda mediana per família de 97.010 $. Els homes tenien una renda mediana de 55.900 $ mentre que les dones 42.679 $. La renda per capita de la població era de 36.713 $. Aproximadament el 3% de les famílies i el 4,3% de la població estaven per davall del llindar de pobresa.

## Poblacions més properes
El següent diagrama mostra les poblacions més properes.